# Pachypodium namaquanum
Espèce
Classification phylogénétique
Statut de conservation UICN

 NT  : Quasi menacé
Statut CITES
Pachypodium namaquanum est une espèce de plantes à fleurs du genre Pachypodium et de la famille des Apocynaceae.

## Description
Pachypodium namaquanum est une plante vivace, qui croît sous la forme d’un tronc conique rarement ramifié. Le tronc atteint une hauteur de 1,5 à 2 m, d’une base allant jusqu’à 30 cm de large et se réduisant à 9 cm environ à la cime. L’écorce gris-argent, en forme de spirale, est couverte de bosselures, desquelles sortent 3 fortes épines marron clair longues de 7 cm. Les feuilles forment une rosette à la cime du tronc.  Elles sont vert pâle, souples, plissées, veloutées, elliptiques ou lancéolées inverses, d’une longueur allant jusqu’à 12 cm et une largeur de 2 à 4 cm.
Les fleurs, répandues au sommet de la plante, sont en forme de gobelet de 2,5 à 5 mm de long et de 8 à 10 mm de large. Leur intérieur est pourpre mat, l’extérieur vert-jaune.
Les fruits atteignent de 2,5 à 4 cm et contiennent des graines ovoïdes de 4 mm.

## Répartition et habitat
Cette espèce est répandue dans le sud de la Namibie, ainsi que dans la région du Cap-du-Nord en Afrique du Sud (Namaqualand).
Elle y pousse sur les pentes rocheuses et sèches entre 300 et 900 mètres d’altitude.

## Conservation
Pachypodium namaquanum est listé « en danger » dans la Convention de commerce international des espèces végétales et animales (Convention on the International Trade in Endangered Species of Flora and Fauna).

## Systématique
Un hybride à fort développement, nommé 'Arid Lands', croisé avec Pachypodium succulentum a été cultivé.

## Galerie
1. ↑  (en) « Richtersveld national park – les demi-humains », sur SANpark

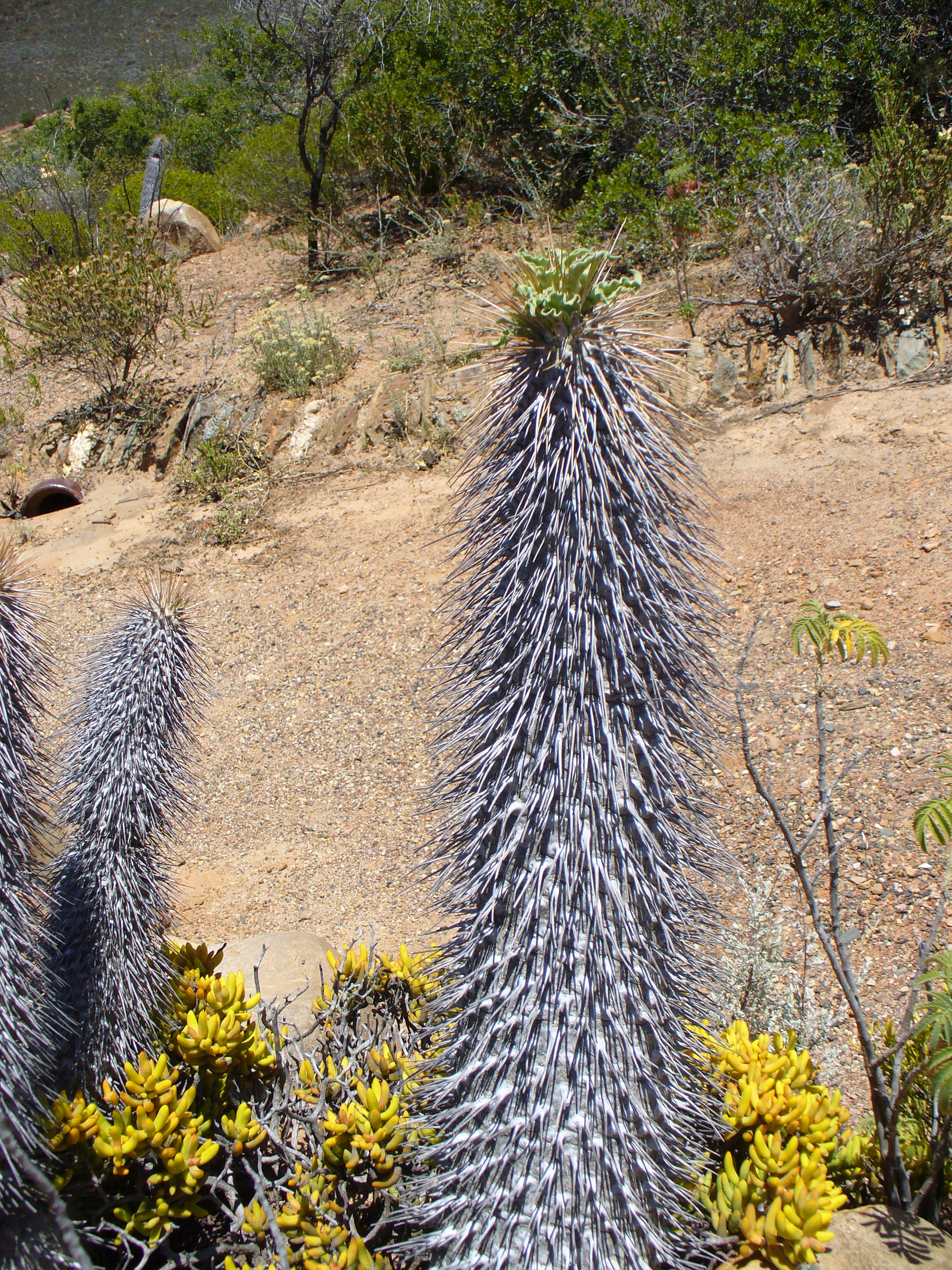
Karoo Desert National Botanical Garden Worcester, en Afrique du Sud.
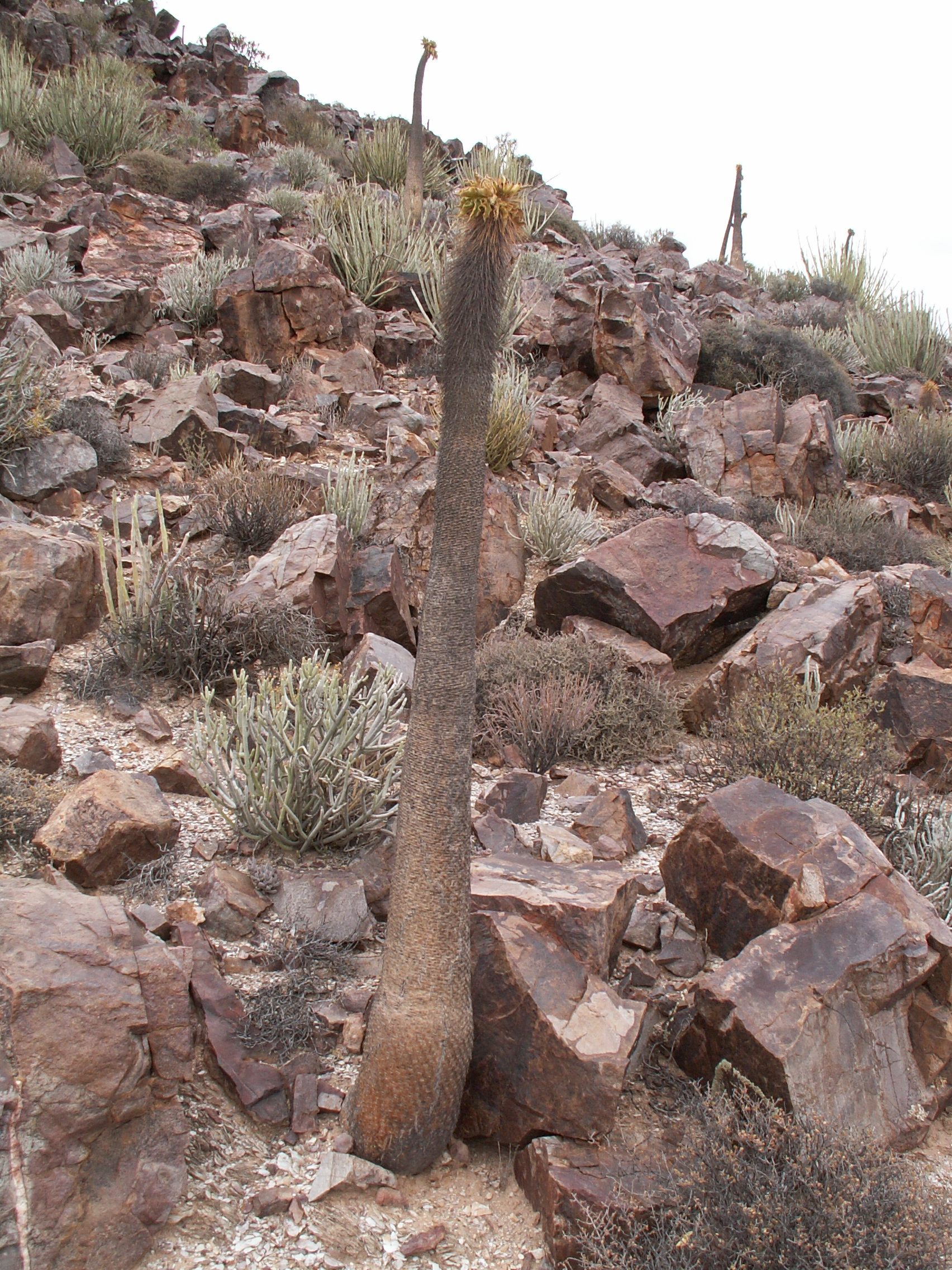
Richtersveld, en Afrique du Sud.
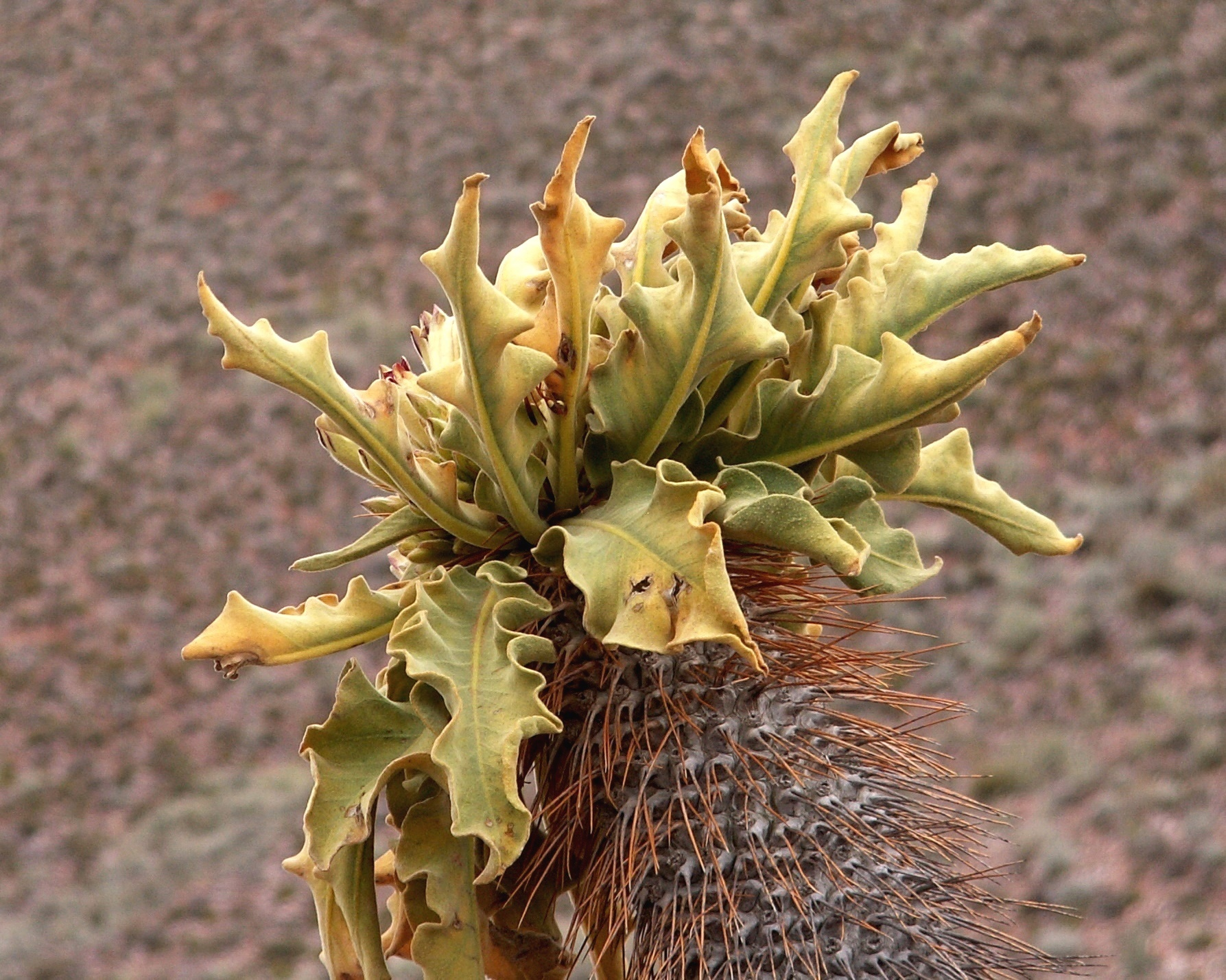
Richtersveld, en Afrique du Sud.
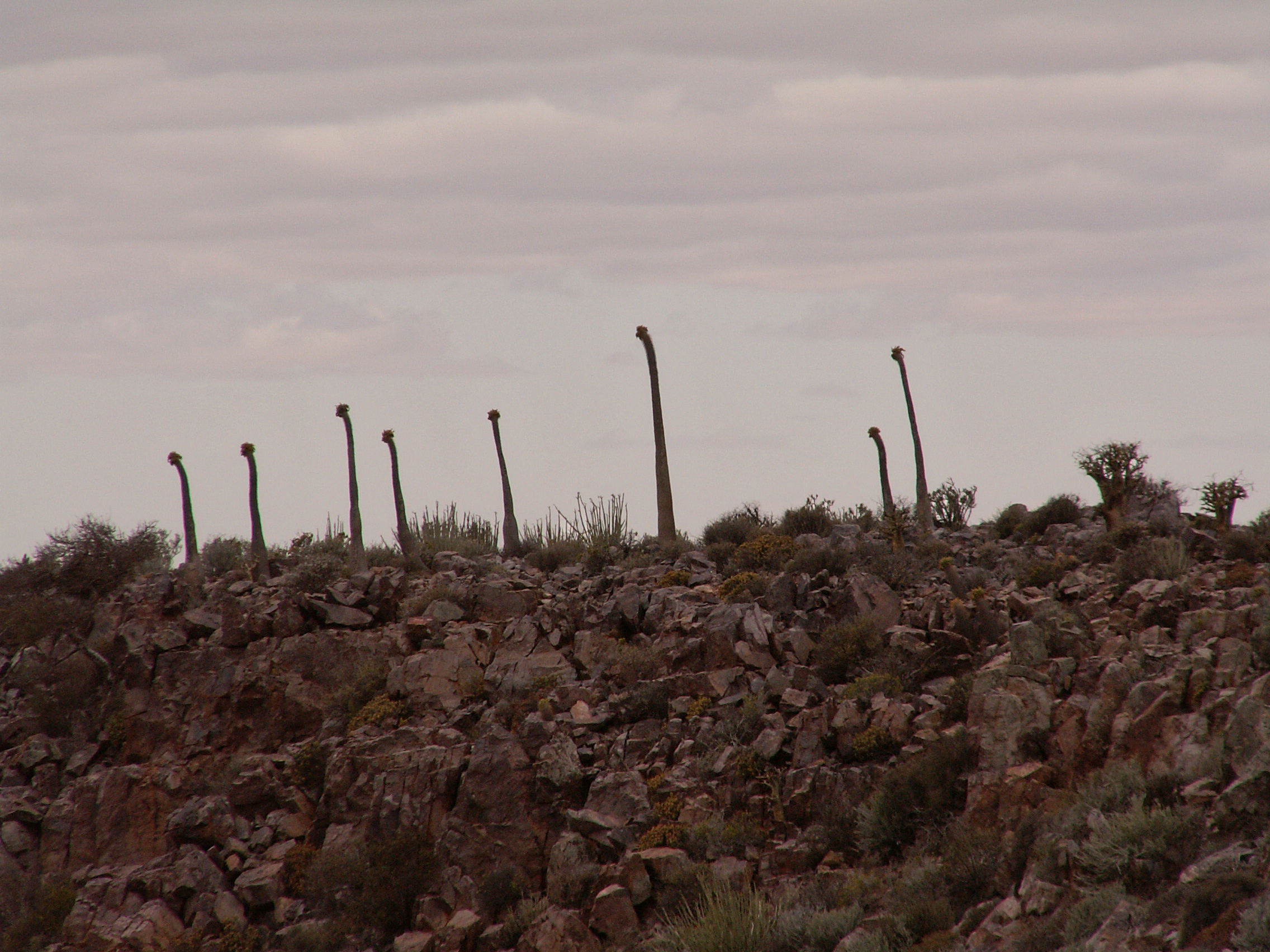
Richtersveld, en Afrique du Sud.
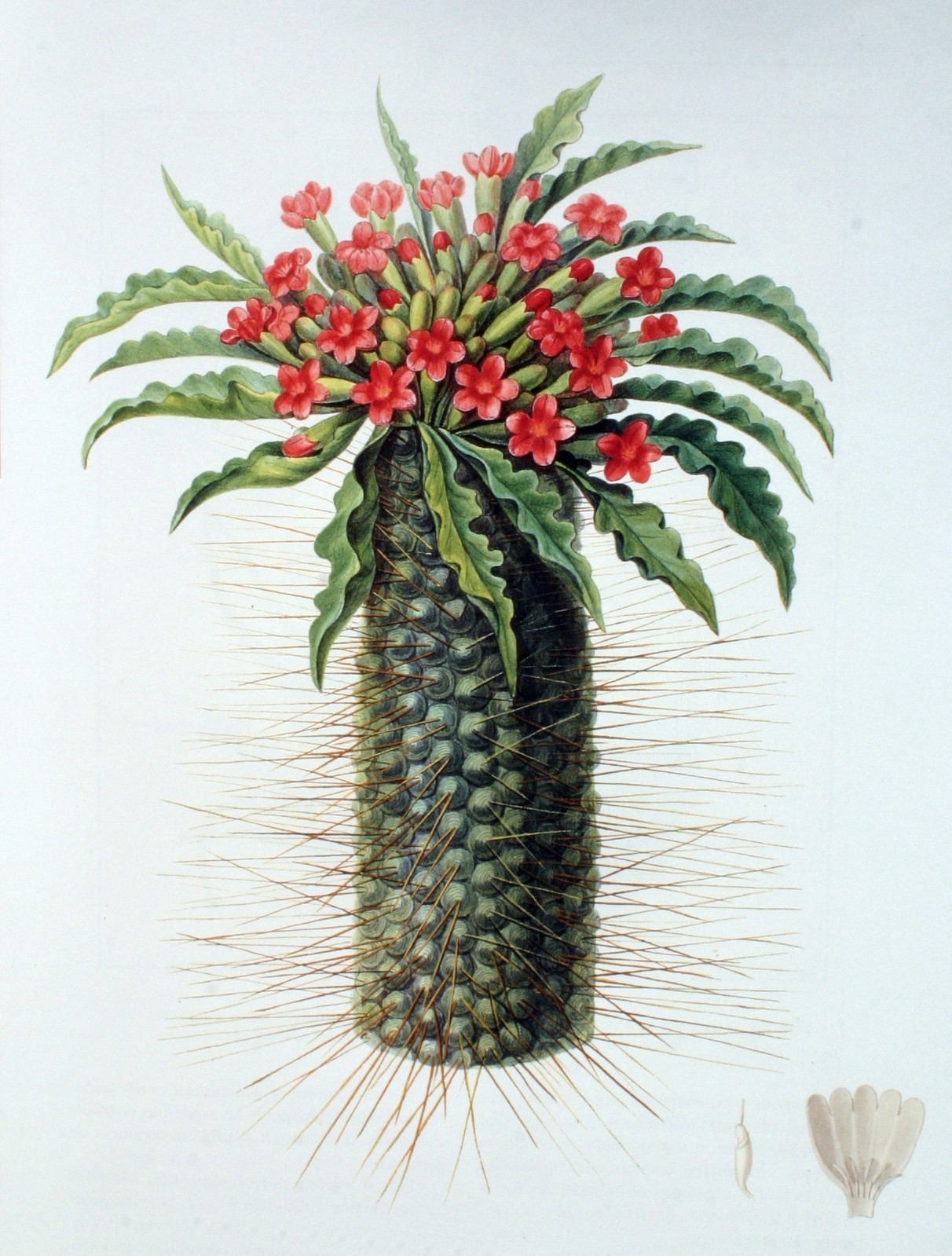